# San Pellegrino
San Pellegrino (zkráceně S. Pellegrino) je značka minerální vody a přidružených sodovek pocházející z obce San Pellegrino Terme v provincii Bergamo v oblasti Lombardie na severu Itálie. Využívání minerální vody v oblasti San Pellegrino Terme probíhá od 12. století. Od roku 1997 je značka vlastněna firmou Nestlé.
Kromě samotné minerální vody San Pellegrino také produkuje ochucené sodovky obsahující smíchanou minerální vodu s ovocným džusem s následujícími příchutěmi:
- Aranciata – pomeranče
- Aranciata Rossa – červené pomeranče
- Limonata – citróny
- Pompelmo – grapefruity
- Clementina – klementinka
- Melograno e Arancia – granátová jablka a pomeranče
- Limone e Menta – citróny a máta
- Ficodindia e Arancia – opuncie a pomeranče
- Chinotto – Citrus × myrtifolia